# Galium serpenticum
Galium serpenticum är en måreväxtart som beskrevs av Lauramay Tinsley Dempster. Galium serpenticum ingår i släktet måror, och familjen måreväxter.

## Underarter
Arten delas in i följande underarter:
- G. s. dayense
- G. s. malheurense
- G. s. okanoganense
- G. s. puberulum
- G. s. scabridum
- G. s. scotticum
- G. s. serpenticum
- G. s. warnerense
- G. s. wenatchicum